# Khong tayiji
 (novembre 2024).
Khong tayiji (mongol : ᠬᠤᠨ
ᠲᠠᠶᠢᠵᠢ, VPMC : qun tayiji, cyrillique : хун тайж, MNS : Khun Taij), parfois écrit gong tayiji, ou traduit en chinois par hun taiji (chinois : 浑台吉 ; pinyin : hún táijí ; litt. « prince héritier ») est un titre des rois mongols. Il s'agissait au début d'un titre donné aux héritiers du grand Khan, réservé aux descendants de Gengis Khan. Ceux-ci n'étaient pas des héritiers de filiation, mais était élus par un Qurultay.
Le terme est probablement inspiré par le terme chinois chinois : 皇太子 ; pinyin : huáng tàizǐ ; litt. « prince héritier de l'empereur »[réf. nécessaire].

### Autres titres de noblesse mongols
- tayiji
- Darughachi
- jinong
- khagan
- Khan et Grand khan